# 網際網路名人堂

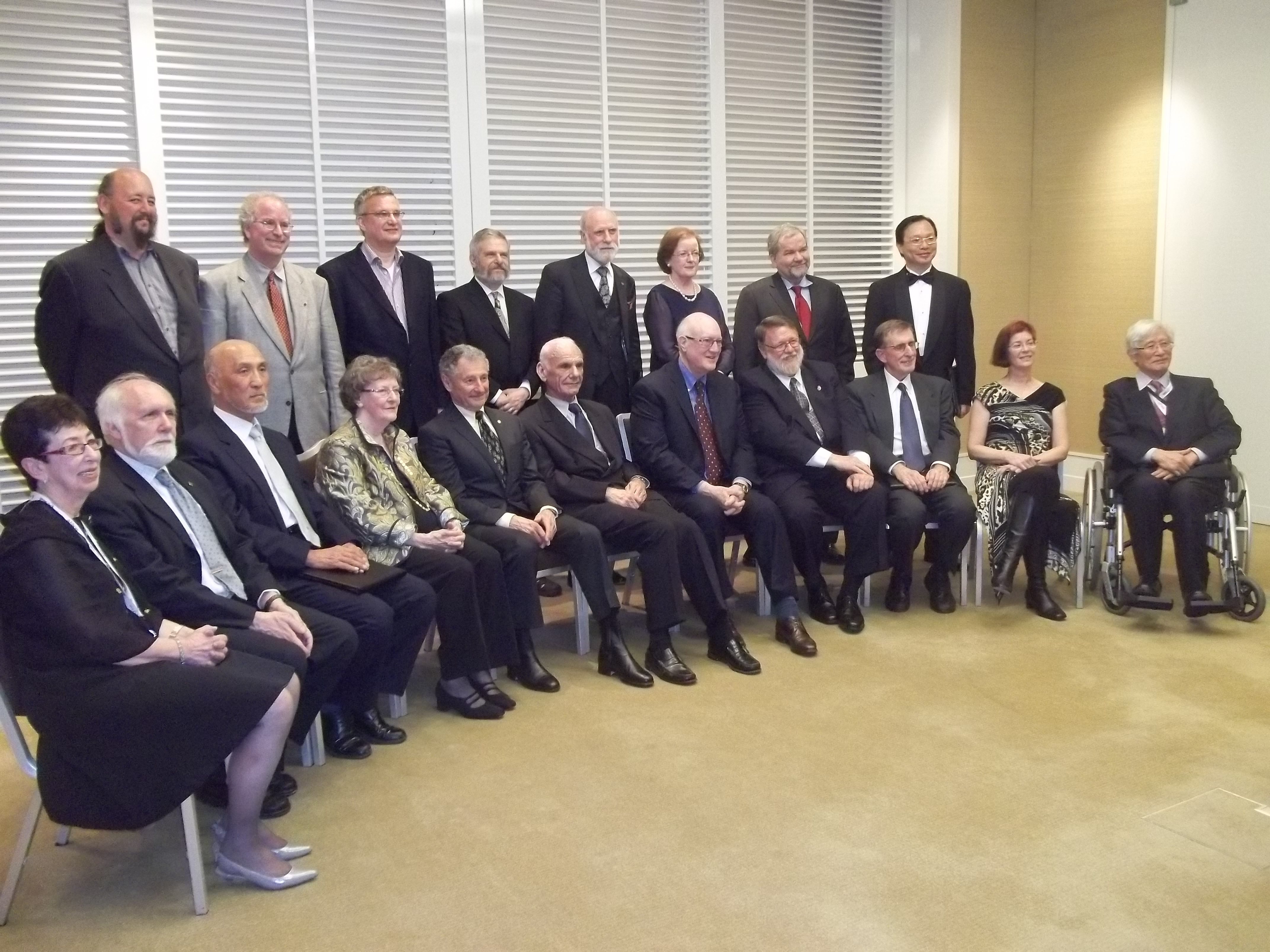
首屆入選者（2012年）

網際網路名人堂（英語：Internet Hall of Fame），又譯為互聯網名人堂、網路名人堂、網絡名人堂，是始於2012年的榮譽獎項，由互联网协会（ISOC）進行提名徵選，以表彰對網際網路的發展作出偉大貢獻的人物。包括文頓·瑟夫、蒂姆·伯纳斯-李與林纳斯·托瓦兹都是其中的成員。

## 歷史
2012年，在互联网协会成立二十週年時，設立了網際網路名人堂。該活動旨在為了表彰和紀念那些獲得全世界認同、為全球開放的網際網路發展和完善做出重要貢獻的領導者和傑出人物。

## 評選標準
評選標準分為三大類別：先驅、全球性貢獻和創新。

## 外部連結
- 官方网站